# Strogij junoša
Strogij junoša (Строгий юноша) è un film del 1936 diretto da Abram Matveevič Room.